# Hawar Mulla Mohammed
Hawar Mulla Mohammed (Mosoel, 12 september 1982) is een Iraaks-Koerdische voetbalspeler, die aanvallende middenvelder is. Hawar is bekend als een van de beste spelers van het nationale team van Irak.

## Carrière
Hawar begon zijn carrière bij voetbalclub Mosoel, in 1998 als 17-jarige. Al gauw ging hij naar Bagdad, hij maakte zijn debuut voor Al Jawiya in 2000. Al snel was hij publiekslieveling door zijn snelheid en fysiekheid. Na zijn grote prestaties bij Al-Jawiya, werd Hawar opgeroepen voor het Iraaks team onder 20 jaar door Nazar Ashraf. Hawar maakte zijn debuut voor Irak in februari 2001 als wisselspeler in de 1-0 verloren wedstrijd tegen Egypte. In 2001 werd hij door Adnan Hamad (toen bondscoach van Irak) opgeroepen om op 19-jarige leeftijd in het Iraaks nationaal voetbalelftal te komen spelen. Hij maakte zijn debuut voor het nationaal elftal in een WK-kwalificatiewedstrijd van 2002 tegen Saoedi-Arabië waar ze met 1-0 van verloren.
Sinds die tijd heeft hij een basisplaats in het nationaal elftal gekregen op de linkerflank. Hawar deed ook mee aan de Olympische Spelen in 2004 in Athene. Toen ze zich moesten kwalificeren, moest Irak Saoedi-Arabië verslaan. Irak stond met 2-1 voor in de 89ste minuut toen Hawar de eindstand op 3-1 zette. Nu was het nog afwachten wat er met de wedstrijd van Oman tegen Koeweit gebeurde, 0-0 was daar de eindstand. Dat betekende voor Irak en voor Hawar een plaats op de Olympische Spelen.
Hawar scoorde tijdens de Olympische Spelen tegen Portugal en Costa Rica, en won beide wedstrijden. Irak werd 4e door van Paraguay te verliezen in de halve finale, nadat ze Australië in de kwartfinale hadden uitgeschakeld. De strijd om de bronzen medaille ging naar Italië dat van Irak won.
Hawar wordt bekritiseerd door sommige Koerdische nationalisten vanwege zijn manier om zich met de huidige Iraakse vlag te tooien. De meerderheid van Koerden is echter trots op Hawar. Hawar speelt nu in het Emiratische Al-Ain. Ook daar maakte hij zijn naam waar door onlangs tegen Al-Shaab van achter de middellijn te scoren.

## Asian Cup 2007
In 2007 deed Hawar mee aan de Asian Cup 2007. Irak kwam in de kwartfinale tegen Vietnam. Een tijdje voor de wedstrijd bleek de moeder van Hawar te zijn overleden. Maar desondanks deed hij toch mee aan de wedstrijd en iedereen was trots op hem. Irak won van Vietnam met 2-0 door twee doelpunten van zijn teammaat Younes Mahmoud.
In de halve finale moest Irak het opnemen tegen Zuid-Korea. Dat wonnen ze met strafschoppen, waarvan Hawar de eerste van Irak mocht nemen. Irak ging voor het eerst in geschiedenis naar de Finale van Aziatische Beker, en moest van aartsrivaal Saoedi-Arabië winnen. Irak won uiteindelijk met 1-0 van Saoedi-Arabië. Hawar gaf de voorzet uit een hoekschop waaruit het winnende doelpunt werd gescoord.
Irak speelde ook voor het eerst in geschiedenis in de Confederations Cup.

## Cyprus
Hawar Mulla Mohammed speelde van 2008 tot 2009 voor de Cypriotische voetbalclub Anorthosis FC.
Anorthosis FC speelde in 2008/2009 de Champions League waarbij Hawar ook een rol speelde in het team. Hij scoorde er in de gewonnen wedstrijd tegen Panathinaikos. Hawar's naam wordt in Europa aangeduid als Hawar Taher.

## Wedstrijden
Hawar speelt vrijwel alle belangrijke wedstrijden. Hij scoort ook soms, maar speelt ook een belangrijke rol in het Iraaks elftal. Hij heeft tot nu toe 80 interlands achter zijn naam staan en 17 doelpunten 
| Caps | Doelpunten | Score                   | Tegenstander                 | Locatie                      | Competitie             | Datum      |
| 1    |            | 0-1                     | Saoedi-Arabië                | WK Kwalificatie 2002         | Manamah, Bahrein       | 31.08.2001 |
| 2    |            | 1-2                     | Iran                         | WK Kwalificatie 2002         | Bagdad, Irak           | 07.09.2001 |
| 3    |            | 0-0                     | Qatar                        | Vriendschappelijk            | Doha, Qatar            | 14.09.2001 |
| 4    |            | 1-1                     | Thailand                     | WK Kwalificatie 2002         | Bangkok, Thailand      | 22.09.2001 |
| 5    |            | 1-0                     | Bahrein                      | WK Kwalificatie 2002         | Bagdad, Irak           | 28.09.2001 |
| 6    |            | 1-2                     | Saoedi-Arabië                | WK Kwalificatie 2002         | Amman, Jordanië        | 05.10.2001 |
| 7    |            | 1-2                     | Iran                         | WK Kwalificatie 2002         | Teheran, Iran          | 12.10.2001 |
| 8    |            | 2-0                     | Oman                         | Vriendschappelijk            | Doha, Qatar            | 11.01.2002 |
| 9    |            | 3-1                     | Qatar                        | Vriendschappelijk            | Doha, Qatar            | 13.01.2002 |
| 10   | 1          | 2-2                     | Bahrein                      | Bahrein Invitational         | Manamah, Bahrein       | 12.12.2003 |
| 11   | 2          | 2-0                     | Kenia                        | Bahrein Invitational         | Manamah, Bahrein       | 15.12.2003 |
| 12   |            | 0-2                     | Egypte                       | Bahrein Invitational         | Manamah, Bahrein       | 18.12.2003 |
| 13   |            | 0-0                     | Qatar                        | Vriendschappelijk            | Doha, Qatar            | 21.12.2003 |
| 14   |            | 0-2                     | Japan                        | Vriendschappelijk            | Tokio, Japan           | 12.02.2004 |
| 15   |            | 1-1                     | Oezbekistan                  | WK Kwalificatie 2006         | Tashkent, Oezbekistan  | 18.02.2004 |
| 16   |            | 1-1                     | Palestina                    | WK Kwalificatie 2006         | Doha, Qatar            | 31.03.2004 |
| 17   |            | 0-1                     | Oezbekistan                  | Asian Cup 2004               | Chengdu, China         | 18.07.2004 |
| 18   | 1          | 3-2                     | Turkmenistan                 | Asian Cup 2004               | Chengdu, China         | 22.07.2004 |
| 19   |            | 2-1                     | Saoedi-Arabië                | Asian Cup 2004               | Chengdu, China         | 26.07.2004 |
| 20   |            | 0-3                     | China                        | Asian Cup 2004               | Peking, China          | 30.07.2004 |
| 21   |            | 4-1                     | Chinese Taipei               | WK Kwalificatie 2006         | Taipei, Taiwan         | 08.09.2004 |
| 22   |            | 0-1                     | Oman                         | Vriendschappelijk            | Muscat, Oman           | 07.10.2004 |
| 23   |            | 1-2                     | Oezbekistan                  | WK Kwalificatie 2006         | Amman, Jordanië        | 13.10.2004 |
| 24   |            | 4-1                     | Palestina                    | WK Kwalificatie 2006         | Doha, Qatar            | 16.11.2004 |
| 25   | 1          | 3-1                     | Jemen                        | Vriendschappelijk            | Dubai, UAE             | 03.12.2004 |
| 26   |            | 1-3                     | Oman                         | Gulf Cup 2004                | Duha, Qatar            | 10.12.2004 |
| 27   |            | 3-3                     | Qatar                        | Gulf Cup 2004                | Duha, Qatar            | 13.12.2004 |
| 28   |            | 1-1                     | UAE                          | Gulf Cup 2004                | Duha, Qatar            | 13.12.2004 |
| 29   |            | 1-2                     | Australië                    | Vriendschappelijk            | Sydney, Australië      | 26.03.2005 |
| 30   |            | 1-0                     | Jordan                       | Vriendschappelijk            | Amman, Jordanië        | 08.06.2005 |
| 31   |            | 2-2                     | Bahrein                      | Vriendschappelijk            | Manamah, Bahrein       | 07.08.2005 |
| 32   |            | 5w-2                    | Cyprus                       | Vriendschappelijk            | Limassol, Cyprus       | 13.08.2005 |
| 33   |            | 0-0                     | Koewait                      | Vriendschappelijk            | Koeweit, Koeweit       | 26.11.2005 |
| 34   | 1          | 4-0                     | Palestina                    | West Asian Games 2005        | Rayyan, Qatar          | 01.12.2005 |
| 35   |            | 5-1                     | Saoedi-Arabië                | West Asian Games 2005        | Rayyan, Qatar          | 05.12.2005 |
| 36   |            | 2-0                     | Saoedi-Arabië                | West Asian Games 2005        | Doha, Qatar            | 08.12.2005 |
| 37   |            | 0-2                     | Singapore                    | Asian Cup 2007 Kwalificaties | Singapore              | 22.02.2006 |
| 38   | 1          | 2-1                     | China                        | Asian Cup 2007 Kwalificaties | Al Ain, UAE            | 22.02.2006 |
| 39   | 1          | 3-0                     | Palastina                    | Asian Cup 2007 Kwalificaties | Al Ain, UAE            | 10.05.2006 |
| 40   | 1          | 1-0                     | Qatar                        | Gulf Cup 18                  | UAE                    | 18.01.2007 |
| 41   | 1          | 1-1                     | Bahrein                      | Gulf Cup 18                  | Dubai, UAE             | 21.01.2007 |
| 42   | 0          | 0-1                     | Saoedi-Arabië                | Gulf Cup 18                  | Dubai, UAE             | 24.01.2007 |
| 43   |            | 1-1                     | Thailand                     | Asian Cup 2007               | Bangkok, Thailand      | 07.07.2007 |
| 44   | 1          | 3-1                     | Australië                    | Asian Cup 2007               | Bangkok, Thailand      | 13.07.2007 |
| 45   |            | 0-0                     | Oman                         | Asian Cup 2007               | Bangkok, Thailand      | 16.07.2007 |
| 46   |            | 2-0                     | Vietnam                      | Asian Cup 2007               | Bangkok, Thailand      | 21.07.2007 |
| 47   | 1(pen)     | 0-0 (4-3 strafschoppen) | Zuid-Korea                   | Asian Cup 2007               | Kuala Lumpur, Maleisië | 25.07.2007 |
| 48   |            | 1-0                     | Saoedi-Arabië                | Asian Cup 2007               | Jakarta, Indonesië     | 29.07.2007 |
| 49   | 1          | 0-1                     | verenigde arabische emiraten | vriend schappelijk           | UAE                    | 31.01.2008 |